# Horoi

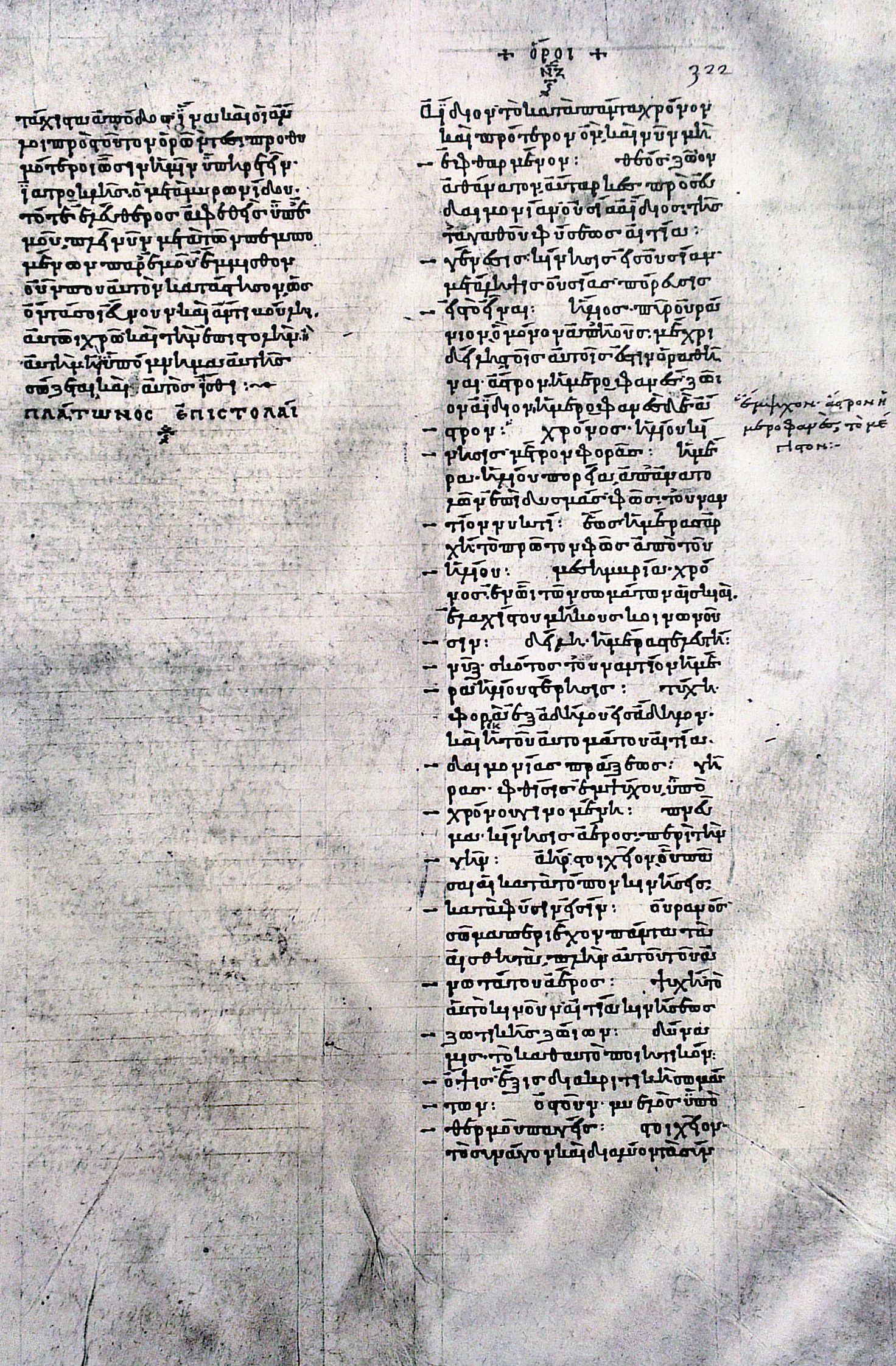
Der Anfang der Horoi in der ältesten erhaltenen Handschrift: Paris, Bibliothèque Nationale, Gr. 1807 (9. Jahrhundert)

Horoi (altgriechisch Ὅροι Hóroi, lateinisch Definitiones ‚Definitionen‘) ist der Titel einer antiken Sammlung von Definitionen, die dem Philosophen Platon zugeschrieben wurde, aber sicher nicht von ihm stammt. Daher werden die Horoi auch „die pseudoplatonischen Definitionen“ genannt. Die Unechtheit wurde schon in der Antike erkannt.

## Inhalt
Die Horoi sind eine Sammlung von 184 aneinandergereihten Stichwörtern, die definiert werden. Es handelt sich um philosophisch relevante Begriffe, zu denen jeweils eine oder mehrere Definitionen angegeben sind. Bei der Reihenfolge ist ein Ordnungsprinzip nur ansatzweise erkennbar: Den Anfang (Definitionen 1–20) bilden hauptsächlich Begriffe aus der Naturphilosophie, den anschließenden Teil (Definitionen 21–107) vorwiegend Begriffe der Ethik – wie Affekte und Tugenden – sowie der politischen Philosophie, ferner auch logisch-grammatische und erkenntnistheoretische Terminologie. Auf den bis 107 reichenden Hauptteil folgt ein Anhang mit gemischten Begriffsbestimmungen (Definitionen 108–184), der wohl – wie aus Überschneidungen mit dem Hauptteil zu erschließen ist – nachträglich angefügt wurde. Metaphysisches kommt nur am Rande vor. Vermutlich hat die Sammlung im Lauf der Jahrhunderte Veränderungen erfahren. Dafür spricht der Umstand, dass die Anzahl der Definitionen in der handschriftlichen Überlieferung des Textes schwankt.
Methodisch hängen die Horoi mit dem platonischen Verfahren der Begriffseinteilung (Dihairesis) zusammen, das auf dem Voranschreiten vom Allgemeineren zum Spezielleren, von „oben“ nach „unten“ beruht. Dabei definiert man, indem man Oberbegriffe, die Gattungen bezeichnen, so lange durch die Angabe spezifischer Merkmale näher bestimmt, bis die gesuchte Definition gefunden ist. Diese besteht aus der Angabe der untersten (speziellsten) einschlägigen Gattung und des artbildenden Unterscheidungsmerkmals. In diesem Sinne ist in den Horoi die Definition definiert als „Aussage, die aus Unterschied und Gattung zusammengesetzt ist“. Gemäß dem dihairetischen Prinzip nennen manche Definitionen in den Horoi die unterste Gattung und den artbildenden Unterschied, etwa die Bestimmung des Menschen als zweifüßiges Lebewesen ohne Flügel. Hier ist „zweifüßiges Lebewesen“ die unterste Gattung und „ohne Flügel“, das Unterscheidungsmerkmal des Menschen gegenüber den Vögeln, der artbildende Unterschied. Andere Definitionen bestehen aber nur aus Aufzählungen von Merkmalen, oder es werden nur triviale Worterklärungen geboten. Für manche Begriffe sind unterschiedliche Definitionen angegeben; beispielsweise wird der Mensch zusätzlich als einziges Vernunftwesen charakterisiert.

## Verfasser und Entstehungszeit
In der Forschung besteht Konsens, dass die Definitionensammlung nicht von Platon angelegt wurde, wenngleich die einzelnen Angaben auf seiner Lehre basieren und manche Begriffsbestimmungen auf seinen Unterricht zurückgehen können. Als sicher gilt, dass die Horoi im Umkreis der von Platon gegründeten Philosophenschule, der Platonischen Akademie, entstanden sind. Wahrscheinlich fällt die Zusammenstellung der Sammlung in die Epoche der Älteren Akademie, und zwar in den Zeitraum nach Platons Tod, also in die zweite Hälfte des 4. oder in das erste Drittel des 3. Jahrhunderts v. Chr. Vermutlich stellt die erhaltene Sammlung eine Auswahl aus einem größeren Bestand an Definitionen dar, der damals in der Akademie vorhanden war und auch die Grundlage der heute verlorenen Definitionensammlung von Platons Schüler Speusippos bildete. Die Hypothese, dass die vorliegende Sammlung diejenige des Speusippos ist, wird heute nicht mehr vertreten. Ob die erhaltene Sammlung eine Kompilation aus älteren Sammlungen ist, ist in der Forschung umstritten.

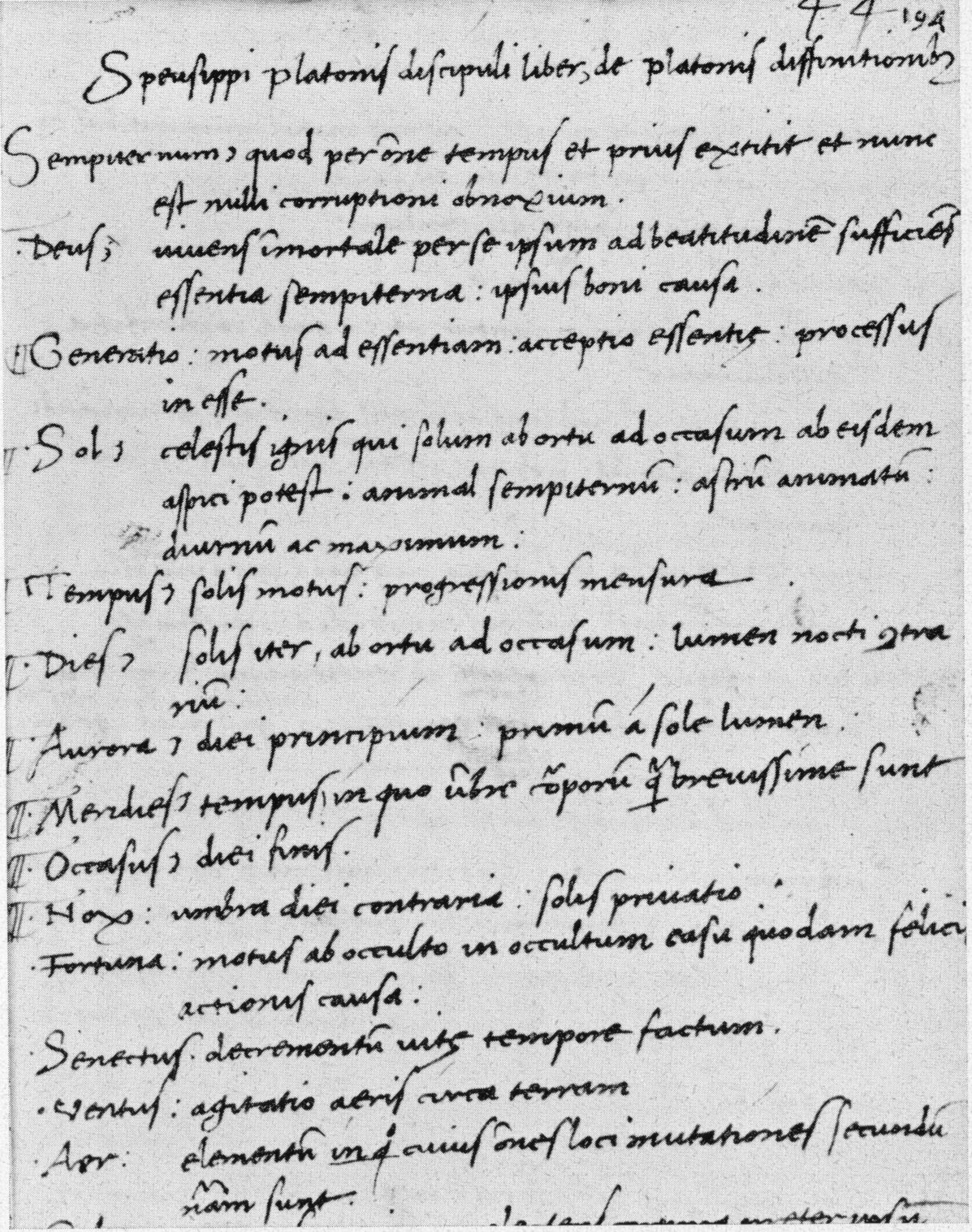
Marsilio Ficinos Übersetzung der Horoi (Autograph). Paris, Bibliothèque Nationale, Suppl. gr. 212, fol. 194r

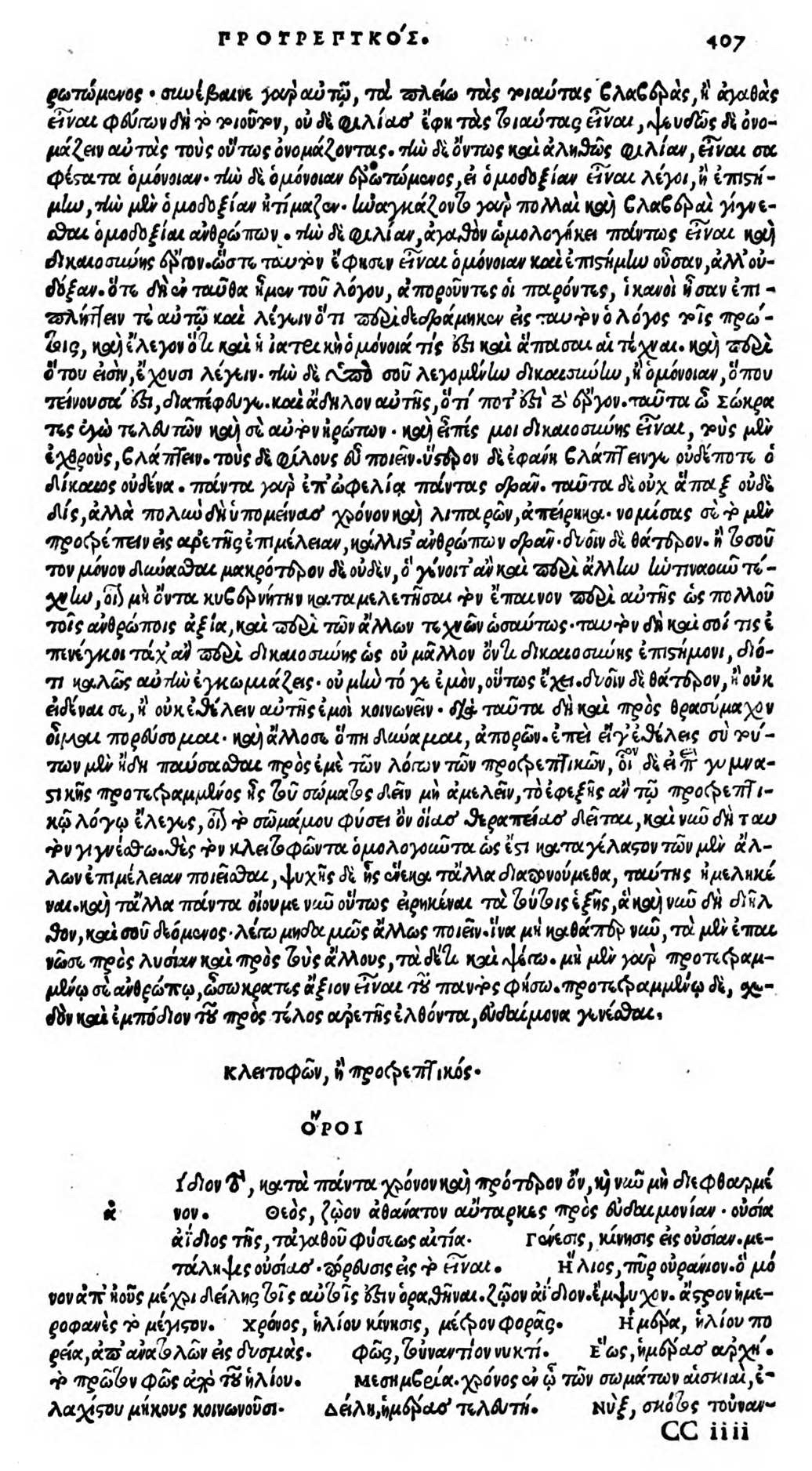
Der Anfang der Horoi in der Erstausgabe, Venedig 1513

## Rezeption
Die Existenz der Horoi ist erst in der Römischen Kaiserzeit bezeugt. Als Autor wurde in der Antike vereinzelt Platon genannt, doch die vorherrschende Meinung war, dass die Definitionensammlung nicht von ihm stammt. In die Tetralogienordnung seiner Werke wurde sie nicht aufgenommen. In den anonym überlieferten spätantiken „Prolegomena zur Philosophie Platons“ wird Speusippos als der Verfasser bezeichnet.
Die handschriftliche Überlieferung des griechischen Textes setzt im 9. Jahrhundert ein. In der lateinischsprachigen Gelehrtenwelt des Mittelalters waren die Horoi unbekannt, sie wurden erst im Zeitalter des Renaissance-Humanismus wiederentdeckt. Im 15. Jahrhundert äußerte der Humanist Marsilio Ficino die Ansicht, der Verfasser sei Speusippos. Ficino übersetzte die Horoi ins Lateinische. Er brachte seine Übersetzung 1497 in Venedig bei Aldo Manuzio heraus, wobei er die Zuschreibung an Speusippos in der Überschrift festhielt. Die Erstausgabe des griechischen Textes erschien im September 1513 in Venedig bei Aldo Manuzio im Rahmen der von Markos Musuros herausgegebenen Gesamtausgabe der Werke Platons. Auf dieser Ausgabe basiert die lateinische Übersetzung, die der Humanist Willibald Pirckheimer anfertigte und 1523 in Nürnberg bei seinem Drucker Friedrich Peypus veröffentlichte.
In der modernen Forschung wird der philosophische Wert der Horoi gering veranschlagt; vor dem Hintergrund der Definitionsbemühungen Platons und des Aristoteles erscheinen diese Begriffsbestimmungen als dürftiges Resultat philosophischer Arbeit. Von einiger Bedeutung ist die Definitionensammlung aber als Quelle für die Geschichte des antiken Platonismus.

## Ausgaben und Übersetzungen
- Joseph Souilhé (Hrsg.): Platon: Œuvres complètes. Bd. 13, Teil 3: Dialogues apocryphes. 2. Auflage. Les Belles Lettres, Paris 1962, S. 151–173 (kritische Ausgabe mit französischer Übersetzung).
- Franz Susemihl (Übersetzer): Definitionen. In: Erich Loewenthal (Hrsg.): Platon: Sämtliche Werke in drei Bänden. Bd. 3, unveränderter Nachdruck der 8., durchgesehenen Auflage, Wissenschaftliche Buchgesellschaft, Darmstadt 2004, ISBN 3-534-17918-8, S. 787–798 (nur Übersetzung).
- Hans Günter Zekl (Übersetzer): Pseudo-Platon: Begriffsbestimmungen. In: Hans Günter Zekl (Hrsg.): Aristoteles: Organon. Band 2, Felix Meiner, Hamburg 1998, ISBN 3-7873-1313-3, S. LXIV–LXXII, 233–245 (nur Übersetzung).